# Earth (песня Lil Dicky)
«Earth» — песня американского рэпера Lil Dicky (David Andrew Burd), вышедшая 19 апреля 2019 года за три дня до празднования Дня Земли (Earth Day). Все доходы от продаж будут переданы экологическому фонду Leonardo DiCaprio Foundation актёра Леонардо Ди Каприо.
В записи приняли участие многие знаменитые музыканты, включая, таких как Джастин Бибер, Ариана Гранде, Холзи, Кэти Перри, Эд Ширан, Майли Сайрус и другие.

## История
9 апреля 2019 года Dicky сообщил в Твиттере о предстоящем на следующей неделе выходе новой песни. Он также указал, что Джастин Бибер будет участвовать в записи в качестве приглашённого соисполнителя на новой песне Lil Dicky. Бибер подтвердил эту коллаборацию в Твиттере несколько дней спустя.

## Музыкальное видео
17 апреля 2019 года вышло превью музыкального видео, а на следующий день состоялся официальный релиз анимационного музыкального клипа. В нём приняли вокальное участие 30 знаменитостей, включая, таких как Джастин Бибер, Ариана Гранде, Шон Мендес, Холзи, Кэти Перри, Эд Ширан, Леонардо Ди Каприо, Майли Сайрус и многие другие. Каждая знаменитость, включая Ди Каприо, Кевин Харт (как Kanye West), Меган Трейнор, баскетболист Джоэл Эмбиид, и Tory Lanez, представляют различные виды животных и растений (например, Бибер в образе бабуина, Холзи как львёнок, а Гранде — зебра, в то время как Ширан — коала, Мендес — носорог, Перри — пони).

## Участники записи
В качестве гостевых вокалистов приняли участие многие знаменитости. Список исполнителей с указанием их ролей в анимационном музыкальном видео:
- Джастин Бибер — бабуин (обезьяна)
- Ариана Гранде — зебра
- Холзи — львёнок
- Зак Браун — корова
- Брендон Ури — свинья
- Хейли Стейнфелд — гриб
- Уиз Халифа — скунс
- Снуп Догг — марихуана
- Кевин Харт — Канье Уэст
- Адам Левин — гриф
- Шон Мендес — носорог
- Чарли Пут — жираф
- Сиа — кенгуру
- Майли Сайрус — слон
- Лил Джон — моллюск
- Рита Ора — волк
- Мигель — белка
- Кэти Перри — пони
- Lil Yachty — HPV
- Эд Ширан — коала
- Меган Трейнор — Индия
- Джоэл Эмбиид — Африка
- Tory Lanez — Китай
- Джон Ледженд, Psy, Бэд Банни, Крис Ву во время исполнения «We Love the Earth»
- Backstreet Boys — участники
- Леонардо Ди Каприо в своей роли

## Чарты
| Чарт (2019)                                | Высшая позиция |
| ------------------------------------------ | -------------- |
| Австралия (ARIA)                           | 17             |
| Австрия (Ö3 Austria Top 40)                | 27             |
| Бельгия/Фландрия (Ultratip Bubbling Under) | 1              |
| Канада (Billboard Canadian Hot 100)        | 3              |
| Чехия (Singles Digitál Top 100)            | 18             |
| Дания (Tracklisten)                        | 12             |
| Германия (GfK)                             | 77             |
| Венгрия (Stream Top 40)                    | 38             |
| Ирландия (IRMA)                            | 18             |
| Япония (Japan Hot 100)                     | 81             |
| Нидерланды (Single Top 100)                | 36             |
| New Zealand (Recorded Music NZ)            | 20             |
| Норвегия (VG-lista)                        | 11             |
| Шотландия (OCC Scotland)                   | 26             |
| Словакия (Singles Digitál Top 100)         | 29             |
| Швеция (Sverigetopplistan)                 | 35             |
| Швейцария (Schweizer Hitparade)            | 42             |
| Великобритания (OCC UK Singles)            | 21             |
| США (Billboard Hot 100)                    | 17             |

## Сертификации
| Регион | Сертификация | Продажи |
| --- | ------------ | ------- |
| США (RIAA) | Золотой      | 500 000 |
| * Данные о продажах приведены только на основе сертификации. · ^ Данные о тиражах приведены только на основе сертификации. · Данные о продажах + прослушиваниях приведены только на основе сертификации. |              |         |